# Don’t Smile at Me
| Оценки критиков       | Оценки критиков |
| Источник              | Оценка          |
| --------------------- | --------------- |
| Tom Hull – on the Web | B+ ()           |
| Vice                  | B+              |

Don’t Smile at Me (стилизованно как dont smile at me, с англ. не улыбайся мне) — дебютный мини-альбом американской певицы и автора песен Билли Айлиш. Он вышел 11 августа 2017 года на лейбле Interscope Records, а также содержит несколько ранее выпущенных синглов, включая «Ocean Eyes», «Bellyache», «Watch», «Copycat» и «Idontwannabeyouanymore». Трек «My Boy» был использован в 4 эпизоде 3 сезона сериала Сумеречные охотники. Её вирусная песня «Ocean Eyes» была включена в фильмы Чужая ненависть и Весь этот мир.

## Коммерческий успех
Don’t Smile at Me стал «спящим хитом» в США, дебютировав под номером 185 в Bildboard 200 через 1,5 месяца после релиза. В топ 100 же альбом прорвался только 31 мая 2018 года, на 21 неделе нахождения в списке на 97 место с продажами в 7000 штук. В топ 40 альбом попал 28 июля 2017 года на 38 место с продажами в 12000 штук, 10000 из которых приходились на стриминг. Пик альбома пришёлся на 26 января 2019 года на 14 место. По состоянию на апрель 2019, было продано около 947,000 копий альбома в США. Так же её треки были простримлены более 1,2 миллиарда раз.

## Список треков
Все треки, написаны Билли Айлиш О’Коннелл и Финнеасом О’Коннеллом и спродюсированны Ф. О’Коннеллом, кроме отмеченных.
| №                   | Название                           | Длительность |
| ------------------- | ---------------------------------- | ------------ |
| 1.                  | «Copycat»                          | 3:13         |
| 2.                  | «Idontwannabeyouanymore»           | 3:23         |
| 3.                  | «My Boy»                           | 2:50         |
| 4.                  | «Watch» (автор: Ф. О'Коннелл)      | 2:58         |
| 5.                  | «Party Favor»                      | 3:24         |
| 6.                  | «Bellyache»                        | 3:00         |
| 7.                  | «Ocean Eyes» (автор: Ф. О'Коннелл) | 3:20         |
| 8.                  | «Hostage»                          | 3:49         |
| Общая длительность: | Общая длительность:                | 26:00        |

| №                   | Название                                                         | Длительность |
| ------------------- | ---------------------------------------------------------------- | ------------ |
| 9.                  | «&Burn» (с Винсом Стейплсом; авторы: Ф. О'Коннелл, Винс Стейплс) | 3:00         |
| Общая длительность: | Общая длительность:                                              | 29:00        |

| №                   | Название                                                                                                | Длительность |
| ------------------- | --- | ------------ |
| 9.                  | «&Burn» (совместно с Винсом Стейплсом; авторы: Ф. О'Коннелл, Стейплс)                                   | 3:00         |
| 10.                 | «Lovely» (совместно с Халидом; авторы: Б. О'Коннелл, Ф. О'Коннелл, Халид)                               | 3:20         |
| 11.                 | «Bitches Broken Hearts» (Авторы: Б. О'Коннелл, Ф. О'Коннелл, Эммит Фенн; Продюсеры: Ф. О'Коннелл, Фенн) | 2:56         |
| Общая длительность: | Общая длительность:                                                                                     | 32:31        |

| №                   | Название                                                                                                | Длительность |
| ------------------- | --- | ------------ |
| 9.                  | «&Burn» (совместно с Винсом Стейплсом; авторы: Ф. О'Коннелл, Стейплс)                                   | 3:00         |
| 10.                 | «Lovely» (совместно с Халидом; авторы: Б. О'Коннелл, Ф. О'Коннелл, Халид)                               | 3:20         |
| 11.                 | «Bitches Broken Hearts» (Авторы: Б. О'Коннелл, Ф. О'Коннелл, Эммит Фенн; Продюсеры: Ф. О'Коннелл, Фенн) | 2:56         |
| 12.                 | «Bellyache» (Ремикс Marian Hill)                                                                        | 3:41         |
| 13.                 | «Copycat» (Ремикс Sofi Tukker)                                                                          | 3:31         |
| 14.                 | «MyBoi» (Ремикс TroyBoi)                                                                                | 3:19         |
| Общая длительность: | Общая длительность:                                                                                     | 45:07        |

Заметки
- Названия всех песен написаны строчными буквами, кроме Copycat, название которой написаны прописными.[14]
- «&Burn» — альтернативная ремиксованная версия песни «Watch».[15]

## Чарты
| Чарт (2017–2020)                       | Высшая позиция |
| -------------------------------------- | -------------- |
| Австралия (ARIA)                       | 6              |
| Австрия (Ö3 Austria)                   | 23             |
| Бельгия/Фландрия (Ultratop)            | 10             |
| Бельгия/Валлония (Ultratop)            | 44             |
| Канада (Canadian Albums Chart)         | 10             |
| Чехия (ČNS IFPI)                       | 9              |
| Дания (Hitlisten)                      | 11             |
| Нидерланды (Album Top 100)             | 10             |
| Финляндия (Suomen virallinen lista)    | 4              |
| Франция (SNEP)                         | 91             |
| Германия (Offizielle Top 100)          | 41             |
| Венгрия (MAHASZ)                       | 35             |
| Исландия (Tonlist)                     | 9              |
| Ирландия (IRMA)                        | 4              |
| Италия (FIMI)                          | 61             |
| Латвия (LAIPA)                         | 9              |
| Литва (AGATA)                          | 1              |
| Мексика (AMPROFON)                     | 14             |
| Новая Зеландия (RMNZ)                  | 3              |
| Норвегия (VG-lista)                    | 6              |
| Польша (ZPAV)                          | 17             |
| Португалия (AFP)                       | 13             |
| Шотландия (Scottish Albums Chart)      | 51             |
| Швеция (Sverigetopplistan)             | 4              |
| Швейцария (Schweizer Hitparade)        | 25             |
| Великобритания (UK Albums Chart)       | 12             |
| США (Billboard 200)                    | 14             |
| США (Billboard Top Alternative Albums) | 1              |

| Чарт (2018)                 | Позиция |
| --------------------------- | ------- |
| Австралия (ARIA)            | 94      |
| Бельгия (Ultratop Flanders) | 124     |
| Эстония (IFPI)              | 16      |
| Новая Зеландия (RMNZ)       | 18      |
| Швеция (Sverigetopplistan)  | 51      |
| Великобритания (OCC)        | 82      |
| США Billboard 200           | 92      |
| США Alternative Albums      | 15      |

| Чарт (2019)                        | Позиция |
| ---------------------------------- | ------- |
| Австралия (ARIA)                   | 17      |
| Австрия (Ö3 Austria)               | 47      |
| Бельгия (Ultratop Flanders)        | 20      |
| Бельгия (Ultratop Wallonia)        | 130     |
| Канада (Billboard)                 | 15      |
| Дания (Hitlisten)                  | 32      |
| Нидерланды (Album Top 100)         | 18      |
| Франция (SNEP)                     | 173     |
| Ирландия (IRMA)                    | 13      |
| Мексика (AMPROFON)                 | 79      |
| Новая Зеландия (RMNZ)              | 11      |
| Швеция (Sverigetopplistan)         | 13      |
| Великобритания (OCC)               | 18      |
| США Billboard 200                  | 16      |
| США Alternative Albums (Billboard) | 2       |

| Чарт (2010–2019)  | Позиция |
| ----------------- | ------- |
| США Billboard 200 | 198     |

## Сертификация
| Регион | Сертификация                        | Продажи   |
| --- | ----------------------------------- | --------- |
| Австралия (ARIA) | 2× Платиновый                       | 140 000   |
| Австрия (IFPI Austria) | Платиновый                          | 15 000    |
| Канада (Music Canada) | Платиновый                          | 80 000    |
| Дания (IFPI Danmark) | 2× Платиновый                       | 40 000    |
| Франция (SNEP) | Платиновый                          | 100 000   |
| Германия (BVMI) | Золотой                             | 100 000   |
| Венгрия (Mahasz) | Платиновый                          | 2000      |
| Италия (FIMI) | Золотой                             | 25 000    |
| Мексика (AMPROFON) | 2× Бриллиантовый+Платиновый+Золотой | 690 000   |
| Новая Зеландия (RMNZ) | 4× Платиновый                       | 60 000    |
| Польша (ZPAV) | 4× Платиновый                       | 80 000    |
| Португалия (AFP) | Платиновый                          | 15 000^   |
| Сингапур (RIAS) | Платиновый                          | 10 000*   |
| Великобритания (BPI) | 2× Платиновый                       | 600 000   |
| США (RIAA) | Платиновый                          | 1 000 000 |
| * Данные о продажах приведены только на основе сертификации. · ^ Данные о тиражах приведены только на основе сертификации. · Данные о продажах + прослушиваниях приведены только на основе сертификации. |                                     |           |

## История релиза
| Регион | Дата            | Формат(ы)                          | Лейбл      |
| ------ | --------------- | ---------------------------------- | ---------- |
| Разные | 11 Августа 2017 | Цифровая дистрибуция стриминг      | Interscope |
| Разные | 17 Ноября 2017  | LP                                 | Interscope |
| Разные | 25 Января 2019  | CD (Ограниченное Японское издание) | Interscope |